# Martin Christensen Degn
Martin Christensen Degn er en dansk mand, som den 23. juni 2021 blev idømt fængsel på livstid i Østre Landsret for at have dræbt to kvinder. Den 2. december 2020 blev den dengang 40-årige Martin Christensen Degn idømt 16 års fængsel i Retten i Næstved for drabene, men dommen blev anket, og i 2021 blev han idømt livstid. Livstidsdommen betyder, at han i udgangspunktet skal afsone resten af sine dage. Han vil dog få mulighed for at ansøge om prøveløsladelse, men tidligst efter at have afsonet 12 år, hvilket vil være i 2031.

## Baggrund

### Drabene
Den 15. november 2019 slog Martin Christensen Degn sin kæreste og moren til to af hans børn, Line Messerschmidt, ihjel. Det skete i hendes hjem i 
Ruds Vedby på Sydvestsjælland. Her blev kvinden, der er halvsøster til folketingsmedlem Morten Messerschmidt knivdræbt med 28 stik.
Efter drabet ringede Degn til politiet og fortalte om drabet, mens han kørte mod Kundby 30 kilometer væk. Her boede en tidligere kæreste, Jeanette Rømer Hansen. Hun og Degn havde sammen et barn, som var blevet tvangsfjernet efter fødslen. Jeanette Rømer blev slået ihjel med 19 knivstik. Efterfølgende meldte han sig selv på politistationen i Holbæk.